# Juliet Stevenson
Juliet Anne Virginia Stevenson (Essex, Inglaterra; 30 de octubre de 1956) es una actriz británica.

## Biografía
Stevenson nació en Essex (Inglaterra) y realizó sus estudios en la Royal Academy of Dramatic Art en Londres, lo que la llevó a una carrera teatral empezando en a principios de los años 1980 con la Royal Shakespeare Company. Aunque ha ganado fama a través de sus trabajos televisivos y cinematográficos, y algunas veces realizado papeles para BBC Radio, ella todavía es una actriz de teatro principalmente. Entre su roles más notables está su actuación como la contraparte de John Malkovich en el estreno de la obra Burn This en el Reino Unido en 1990.
Stevenson es famosa por protagonizar el filme Truly, Madly, Deeply y por sus papeles en Emma, Bend It Like Beckham y La sonrisa de Mona Lisa. También ha actuado en Pierrepoint, Infamous como Diana Vreeland y en Breaking and Entering como Rosemary, la terapista.

## Filmografía
- Reawakening (2024)
- La huella del pasado (2017)
- The Enfield Haunting (2015, miniserie)
- The Letters (2015)
- X Company (2015, serie de TV)
- Atlantis (2013, serie de TV)
- The Village (2013, serie de TV)
- White Heat (2012, serie de TV)
- The Hour (2011, miniserie)
- Lewis (2011, serie de TV)
- Accused (2010, serie de TV)
- Law & Order: UK (2010, serie de TV)
- Desert Flower (2009)
- Triage (2009)
- The Secret of Moonacre (2009)
- Dustbin Baby (2008)
- Place of Execution' (2008)
- Marple: Ordeal by Innocence (2007, telefilme)
- And When Did You Last See Your Father? (2007)
- Streetlight (2006)
- Breaking and Entering (2006)
- Infamous (2006)
- The Snow Queen (2005)
- Pierrepoint (2005)
- Red Mercury (2005)
- A Previous Engagement (2005)
- Being Julia (2004)
- La sonrisa de Mona Lisa (2003)
- Hear the Silence (2003, TV)
- Nicholas Nickleby (2002)
- The Pact (2002, TV)
- The One and Only (2002)
- Bend It Like Beckham (2002)
- The Road from Coorain (2002, TV)
- Food of Love (2002)
- The Search for John Gissing (2001)
- Christmas Carol: The Movie (2001, voz)
- Play (2000)
- Trial by Fire (1999, TV)
- Cider with Rosie (1998, TV)
- Stone, Scissors, Paper (1997, TV)
- Emma (1996)
- The Politician's Wife (1995, TV)
- Verdi (1994, TV, voz)
- Who Dealt? (1993, TV)
- The Secret Rapture (1993)
- The Legends of Treasure Island (1993, serie de TV, voz)
- The Trial (1993)
- The World of Eric Carle (1993, serie de TV, voz)
- A Doll's House (1992, TV)
- Truly, Madly, Deeply (1991)
- In the Border Country (1991)
- Aimée (1991, TV)
- The March (1990)
- Ladder of Swords (1989)
- Living with Dinosaurs (1989, TV)
- Drowning by Numbers (1988)
- Stanley Spencer (1988)
- Life Story (1987, TV)
- Pericles, Prince of Tyre (1984, TV)
- Antigone (1984, TV)
- Oedipus at Colonus (1984, TV)
- Maybury (1981, miniserie)
- The Mallens (1979, serie de TV)